# Çaygökpınar, Bolu
Çaygökpınar là một xã thuộc thành phố Bolu, tỉnh Bolu, Thổ Nhĩ Kỳ. Dân số thời điểm năm 2010 là 909 người.